# Dino Crisis 2
Dino Crisis 2 (ディノ クライシス2  Dino Kuraishisu Tsū?) es un videojuego de terror de acción y aventura, secuela del Dino Crisis original. El juego fue desarrollado por Capcom y lanzado para PlayStation el 13 de septiembre de 2000. El juego fue seguido de otra secuela, Dino Crisis 3, lanzado en 2003 para la Xbox.

## Argumento
En el año 2010, un año después de los acontecimientos de Dino Crisis, la investigación llamada “Tercera Energía” continúa a manos de una agencia del gobierno. Sin embargo, ha ocurrido un accidente muy grave: Edward City, una ciudad dedicada a la investigación, ha desaparecido del presente y se encuentra en otro tiempo. Un equipo de búsqueda y rescate (T.R.A.T.) tiene la misión de viajar a través del tiempo a donde se encuentra Edward City para saber qué pasó con esta ciudad, rescatar a los supervivientes y encontrar los archivos desaparecidos de la investigación “Tercera Energía”.
En el equipo también se encuentran los soldados de un Escuadrón de Fuerzas Especiales: Dylan y David, y la intrépida Regina una "superagente internacional de inteligencia", debido a su experiencia en su última misión. El equipo intenta instalarse en una isla cercana a Edward City, pero el campamento es atacado sorpresivamente por una manada de Velociraptores y la mayoría del equipo es asesinado por estas criaturas prehistóricas, a excepción de Regina, Dylan y David que logran salvarse sin problema, debido a su experiencia en misiones extremas. En eso los Velociraptores huyen ante la presencia de un T-Rex, que ataca a los restantes, David logra dispararle con un lanzacohetes en un ojo de este y, Regina y Dylan logran escapar rodando por una pendiente 
Mientras que Regina regresa al Patrol-Ship (un barco equipado con tecnología de punta y refugio de los supervivientes), Dylan recorre la selva por la ruta norte, en donde se ve obligado a luchar contra varios Velociraptores. Cuando llega a una instalación militar, el T-Rex de antes lo ataca, sin embargo, antes de tomar refugio en uno de los cuarteles, es atacado por una especie de mercenarios de identidad desconocida con casco, en donde se refugia ileso. En el interior, trata de conseguir unas llaves, que después utiliza en un sistema complejo, pero una alarma se activa al conseguir la llave incorrecta y lo deja encerrado en una cámara semiblindada.
Dylan llama a David solicitando ayuda para poder salir, pero Regina recibe su llamada de auxilio por sistema de radio y va a rescatarlo de inmediato. Regina toma una ruta alternativa por el Sur de la Selva para llegar a donde se encuentra atrapado Dylan, en la que incluye pasar por unas plantas de gas venenoso con ayuda de un arma de fuego. También en el trayecto es atacada por Velociraptores, Pteranodontes, un Allosaurio y por unos soldados desconocidos muy similares a los que atacaron a Dylan en la base militar, y por fortuna logra capturar a uno de ellos, percatándose de que se trata de una joven rubia que no puede hablar.
Regina rescata a Dylan y ellos llegan al Patrol-Ship con la joven rubia, también cabe notar que la chica rubia ve a Dylan como si lo conociera. Dylan observa que el Patrol-Ship ha sido saqueado y necesita buscar una batería, se dirige a un centro de investigación militar, en donde no solo se encuentra dicha batería, sino un nido de Oviraptores y extraños contenedores con cuerpos humanos. Dylan regresa al Patrol-Ship y nota que la joven ha escapado.
Junto con Regina, activan el Patrol-Ship para dirigirse a una base de submarinos de la “Tercera Energía”. Tanto en el trayecto como en el camino para llegar a la base de submarinos, son atacados por Pteranodontes y Plesiosaurios. Regina se sumerge en las instalaciones submarinas del reactor de la “Tercera Energía” luchando con Mosasaurios y Plesiosaurios, para conseguir la tarjeta que sirve para entrar a Edward City.
Cuando llega a la superficie, Regina y Dylan reciben una llamada de David, que afirma haber encontrado a los supervivientes de Edward City. Dylan coge un camino alternativo (siguiendo las marcas de David) para llegar a la ciudad por unas cuevas con lava e Inostrancevias en el interior; luego, con Regina escapan de una persecución de una pareja de Triceratops, quedando a las afueras de la ciudad en un pastizal infestado de Velociraptores. David milagrosamente llega a salvarlos, pero en el transcurso de la misión, se dan cuenta de que ya es demasiado tarde: los Velociraptores han acabado con los supervivientes que quedaban en la ciudad. Más tarde Dylan escapa de una persecución con el T-Rex dentro de un pequeño tanque de guerra; al salir, es atacado una vez más por un soldado desconocido con casco, y cuando Dylan trata de alcanzarlo, Se tira desde lo alto de un puente, matándose al instante. También encuentra un collar que era de su hermana muerta y lo usaba la joven rubia.
Mientras Regina, con la máscara de gas entra al Silo de Misiles y recupera un disco láser con datos de la “Tercera Energía”. Al salir es atacada por el T-Rex, pero en eso llega de manera sorpresiva, un Giganotosaurus y mata al T-Rex. El Giganotosaurus ataca a Regina, ella se defiende lanzándole fuego para apagar la cuenta regresiva del misil. El Giganotosaurus vuelve y ataca al misil, provocando una explosión, del cual Regina sale ilesa.
El equipo llega en el Patrol-Ship a las compuertas del río cerradas, David consigue abrirlas pero como consecuencia, este muere por un Allosaurus mientras Dylan queda inconsciente a la orilla del río. Dylan se encuentra en un lugar desconocido, donde la joven rubia lo guía hacia un gran complejo de bases militares y le muestra una grabación que le revela la verdad.
Después del incidente con la “Tercera Energía” (primer juego), los humanos decidieron estudiar los dinosaurios. Widespread Time Skewing lo llevó a cabo, con resultados desastrosos que amenazaban la finalidad del proyecto, cuando quedó claro que los dinosaurios y los humanos no pueden coexistir (no pueden estar en un mismo lugar). El ejército decidió transportar a todos los dinosaurios tres millones de años en el futuro, donde podían prosperar, antes de que fueran a ser enviados de vuelta a su tiempo original, cuando la compuerta del tiempo de la “Tercera Energía” estuviera funcionando perfectamente, el plan era llamado “El Arca de Noé”. Sin embargo, la compuerta del tiempo se sobrecargó y fue destruida, dejando al equipo y a los dinosaurios atrapados en el tiempo. A pesar de que los supervivientes fueron asesinados por los dinosaurios, sus hijos fueron llevados a la Seguridad del Servicio de Apoyo Hábitat, donde fueron mantenidos en jaulas de soporte vital, que los protegió y permitió el crecimiento y el aprendizaje. Los niños aprendieron cómo sobrevivir al ambiente de los dinosaurios, y debido a la naturaleza del plan de “El Arca de Noé”, se les enseñó a proteger a los dinosaurios, pero perdieron la capacidad de hablar, convirtiéndose en los soldados con casco. Uno de los miembros del equipo que llegó al futuro debido al plan de “El Arca de Noé” fue el propio Dylan, quien hizo la grabación, pero mucho más antigua y con su hija Paula, la joven rubia; y como resultado de la sobrecarga, la propia Edward City había sido transportada al futuro. El futuro Dylan le dice a su yo pasado, que hay una compuerta del tiempo que lo llevará junto con Regina y los niños de vuelta a su tiempo original, sin embargo, sólo se puede usar una vez cada cierto periodo.
Dylan es atacado por otro soldado con casco, que además accionó el comando de autodestrucción, y es interrumpido por un Giganotosaurus que lo ataca; él se las ingenia para activar un láser futurista que elimina radicalmente al dinosaurio. Luego Dylan y Paula se encuentran con Regina, que activa la compuerta del tiempo para salir, en ese instante, Paula queda atrapada cuando un estante le cae encima y Dylan se queda con ella, él le dice a Regina que se vaya con el disco de datos y le dice que reconstruya la compuerta del tiempo para que los rescate en el último momento. Regina hace la promesa de volver y se marcha con el disco de datos.
Tanto Paula como Dylan está a punto de ser aplastados por los equipos que se están derrumbando, pero en el último momento, el edificio explota. Se desconoce si Regina fue capaz de salvar a Dylan y a Paula en el tiempo.

## Personajes
- Dylan Morton (con la voz de: Gabriel Hogan) — Es un soldado del Tactical Reconnoitering and Acquisition Team (T.R.A.T.); en esta aventura tendrá como objetivo conjunto con Regina (protagonista de la primera entrega) rescatar a más de 1200 supervivientes de la ciudad Edward City, anclada en el cretácico producto de las malformaciones espacio-tiempo del proyecto 3.ª Energía. Al transcurrir la misión se topará con una chica extraña, que responde al nombre de Paula, y cuyo estereotipo es instintivo al salvajismo. Más tarde se sabrá que es su hija, perdida en el tiempo gracias a una imagen holográfica del mismo Dylan, en tiempos posteriores. Al final del juego encontrará la verdad y su destino.

Por lo general usa armas de fuego lento:escopeta, cañón sólido, rifle antitanque y el lanzacohetes, también su machete o la espada pesada.
- Regina (voz de Stephanie Morgenstern) — Un personaje que regresa de la crisis original. Miembro del Secret Operation Raid Team (S.O.R.T.) que informa directamente al Gobierno, ella es una sobreviviente de una misión anterior: capturar al Dr. Kirk, que tuvo lugar un año antes (los hechos del primer Dino Crisis). Su agilidad y la sentencia cool son sus mayores fortalezas. Como tal, ella es superior en ejecución, evasión y ascensión de escaleras. Está equipada con un arma electrificada, que se puede usar para luchar contra los dinosaurios, pero es algo ineficaz. El arma también puede hacer cortocircuito a puertas que se controlan a través de electricidad, una no deseada pero útil función. En la historia su principal objetivo es alcanzar los datos de la 3.ª Energía, que ella correctamente completa al final del juego.

Usa armas de fuego rápido como: la doble ametralladora y la ametralladora grande
Otra armas que usa son: su pistola y el lanzamisiles, también su aturdidor eléctrico
- David (voz de Eric Hempsall) — Uno de miembros del equipo de Dylan que siempre aparece alegre y plantea la moral del equipo. Luce un sombrero de vaqueros. Aunque su estilo de combate no es tan fuerte como el de Dylan, su amistad es su mayor activo. Al principio del juego, durante el ataque del Tiranosaurio, coge un lanzamisiles y lo deja tuerto, dando tiempo para que Dylan y Regina escapen. También deja marcas en las paredes para dirigir Dylan y Regina por el camino correcto y, a continuación, les rescata de un grupo de velociraptors mediante un helicóptero con lanzacohetes. Después de un minijuego en el que Dylan proporciona cobertura fuego mientras David abre la puerta para cruzar el canal, es comido por un Allosaurus al empujar a Dylan al río y así salvarlo. David es un personaje no utilizable.

La única arma que se le ve usar es su lanzacohetes.
- Paula (voz de Lisa Yamanaka) — Uno de los misteriosos y hostiles sobrevivientes de Edward City. Ella tiene una parte importante en la historia y aparecerá de forma aleatoria en varias ocasiones. En el juego, Paula hace su primera aparición cuando ataca a Regina cerca del edificio de investigación, pero esta logra evadir el ataque y captura a Paula. Luego la transporta al bote, donde se encuentra con Dylan, a quien Paula parece conocer. Reaparece luego de que Dylan cae al río y le ayuda a encontrar el camino al complejo final en un minijuego en el que el jugador tiene que protegerla de ataques de Oviraptor. Al llegar a la instalación, una proyección holográfica de un futuro Dylan Morton les revela que están actualmente en el futuro, el año 2055 en un mundo donde Regina esta Muerta, la madre de Paula fue asesinada por los dinosaurios, mientras que ella misma resultó gravemente herida. Para salvar su vida, se puso a la chica en una cámara de soporte vital diseñada originalmente para el éxtasis de los dinosaurios, la cual le había curado pero le hizo perder la capacidad para hablar. Aprende cómo decir las palabras "Paula", "Inicio" y "Papá", que con frecuencia usa para referirse a Dylan. Al final queda atrapada por los desechos del derrumbe y Dylan se queda con ella, pereciendo en unos momentos, aunque en imágenes obtenidas de los finales de los personajes del juego, Regina había mantenido su palabra y les rescataron en el último momento.

## Dinosaurios del juego
Cabe destacar que ninguna de las criaturas que aparecen en el juego son ficticias. Todos ellos existieron en verdad, perfectamente recreados (excepto el Velociraptor, que es recreado en un tamaño mucho mayor al real), y siendo completamente fieles a las apariencias que tuvieron en su época.

### Tyrannosaurus
En este juego, hay solo dos Tyrannosaurus, un macho y una hembra que merodean por toda la Dino Isla. Al principio, David deja tuerto al macho con su lanzamisiles, por lo que cada vez que encuentra a Regina o a Dylan los ataca. Al final, el macho muere en batalla con un giganotosaurio. Su piel es amarilla-dorada.

### Velociraptor
Son citados como los más prósperos carnívoros de esa época. Poderosos y crueles, hay varias especies en la isla, diferenciados por su resistencia y ferocidad: de piel amarilla, verde moteada, roja y azul. Hay varias manadas en la isla, por lo que Dylan y Regina deben de enfrentarse a ellos continuamente. Estas al final se unen para atacar Edward City por sorpresa, en busca de alimento. La batalla es feroz, y al final todos los sobrevivientes han perecido.
Los colores de los Velociraptors varían según su agresividad y resistencia.
Los amarillos llegan a ser feroces pero son muy débiles y mueren de uno o dos disparos de escopeta/pistola.
Los verdes son más feroces y un poco más resistentes.
Los rojos son muy feroces y resistentes, pueden matarlos con la escopeta (poco recomendable) o matarlos con dos disparos del electrochoque (cañón sólido), o con un disparo de rifle antitanque (muy recomendable).
Los azules también son muy feroces y tremendamente resistentes, las armas que se recomiendan contra ellos, son el arma antitanque y el cañón sólido.

### Triceratops
En el juego, los tricerátops son los rinocerontes del pasado. Unidos por fuertes lazos grupales, no olvidan quién les hizo daño a ellos o a alguno de sus compañeros y son capaces de asesinar para cobrar venganza. Cuando Dylan, David y Regina llegan a Edward City, una terrible batalla entre humanos y dinosaurios acaece. Tras cruzar las ruinas de la ciudad, los protagonistas son atacados y perseguidos por una pareja de tricerátops que creen mataron a su cría. La hembra es gris verdoso, el macho, rojo purpúreo.

### Giganotosaurus
Originalmente, nadie en la isla había tenido contacto con este gigante (o al menos no había sobrevivido), pero su existencia era sugerida por el continuo descubrimiento de cadáveres de tiranosaurios medio comidos en la jungla, además de que no se encontraban la mayoría de los cuerpos de los soldados que desaparecieron. El Giganotosaurio asesinó al T - Rex que perseguía a Dylan y Regina (lo asesina en el Silo de Misiles). La única debilidad de este animal es el fuego, gracias a lo cual Regina lo deja inconsciente por unos momentos, para luego despertar y destruir el Silo de Misiles.
Luego de que Dylan se encontrara con Paula, los "jóvenes salvajes" atraen a esta bestia para que acabe con ambos, pero Dylan activa un futurista rayo láser satelital que destruye al animal sin dejar rastro. El láser no deja rastro, lo único que queda es una especie de remolino de carne.
El giganotosaurio es rojo escarlata. En el juego, sus medidas fueron exageradas para darle más credibilidad al argumento, por lo que esta criatura alcanza más de 20 m de largo y cerca de 7 m de alto

### Allosaurus
Abundan en los territorios de carnívoros pequeños, como los velociraptores y los oviraptores. Individualmente, son muy difíciles de matar, en parte por sus grandes dimensiones que le permiten tomar a un humano en su boca y lanzarlo al suelo, en parte gracias a su cráneo semi-acorazado. Se pueden combatir con lanzallamas o disparándoles en los costados, es frecuente también que cacen en grupos, en cuyo caso la batalla es más dura. También es posible herirlos disparándoles en la boca abierta. Son de color azul índigo claro, con las crestas negras.
Uno de ellos mata a David hacia el final del juego.

### Oviraptor
Más pequeños que un humano, estos inteligentes carnívoros son un verdadero dolor de cabeza por su agilidad, su astucia, su trabajo en grupo y por su veneno ácido, que sólo lanzan los machos, por razones no explicadas aún. Estos son color verde agua, mientras que las hembras son de color rosáceo.
Acostumbran atacar rodeando a la presa, y a pesar de su aspecto frágil son muy duros de matar. Sus picos afilados y sin dientes son utilizados para romper cáscaras de huevo, o los cráneos de sus víctimas. A veces se les confunde con dilophosaurios.

### Compsognathus
Aunque inofensivos por su pequeño tamaño, estos carroñeros verdosos se especializan en robar objetos brillantes para decorar sus nidos. Uno de ellos deja encerrado a Dylan al robarle una tarjeta-llave, por lo que éste debe atraparle y recuperarla.
Contra los compsognatus son inútiles las balas, más bien le ahuyentan. A fin de acorralarlo es mejor usar la pared de fuego.

## Otras criaturas deDino Crisis 2
En este juego, aparecen criaturas que, aunque similares, no son dinosaurios. Reptiles marinos, pterosaurios y diápsidos son enemigos tal vez más peligrosos que los animales que bautizan la saga.

### Pteranodon
De piel gris tinta, los pteranodontes vuelan en bandadas cerca de la costa, buscando presas (muy por lo general peces, a veces humanos) para lanzarse en picada sobre ellas, atacándoles con sus afilados picos de tijera, o bien, levantándole por los hombros y estrellándole contra el suelo. Las armas más efectivas contra estos pterosaurios son el cañón sólido de electrochoque, y la metralleta de Regina.

### Mosasaurus
De piel gris azulada, estos reptiles marinos se ocultan en cada espacio pequeño disponible, por lo que han invadido las instalaciones subterráneas del reactor de la Tercera Energía. A pesar de su cautela, son atacantes violentos y grupales, cuyas mandíbulas pueden atravesar incluso los blindados trajes de buceo de los militares. Uno de ellos destruyó el tanque de oxígeno de Bob, el mecánico que tenía la llave de la zona habitable de Edward City, por lo que Regina debe bajar a las profundidades.
Contra estos animales, son útiles las armas que trae el mismo traje de buceo: granadas de aire y balas acuáticas. Las primeras son útiles para dejarlos inconscientes mientras se les dispara.

### Plesiosaurus
Al igual que el giganotosaurio, las dimensiones de este reptil marino fueron exageradas para darle más credibilidad a la trama: en el juego rozan los 12 m de largo. Dotados de fuertes y cortantes dientes, y un largo y sinuoso cuello, los plesiosaurios (de color azul con negro) atacan tanto en las orillas (asomando su cabeza para atrapar a su víctima y arrastrarla a las profundidades), como en las instalaciones submarinas del reactor de la Tercera Energía. Desde tierra son relativamente fáciles de matar, pero en el agua es necesario herirles varias veces con un lanzamisiles acuático.

### Inostrancevia
Este pelicosaurio o reptil tipo mamífero es un sobreviviente a épocas anteriores a los dinosaurios. Los científicos del ejército tuvieron noticias de ellos al activarse una vena volcánica (al parecer gustan del calor y del fuego, por lo que no se les puede detener con armas de tal naturaleza). Al inicio creyeron eran herbívoros, hasta que comenzaron a atacar a los soldados. Estos omnívoros de aspecto brutal son más pequeños y lentos que los humanos, pero con mandíbulas muy fuertes capaces incluso de romper un casco. Su piel de color vino está fuertemente acorazada, por lo que solo el rifle antitanque les inflige un daño directo.
Antes de atacar, los inostracevias se yerguen sobre sus patas traseras para aprisionar a sus presas, atacándoles tanto tiempo como éstas lo permitan. Es entonces cuando, ya erguidos, se puede disparar a su débil abdomen para liquidarlos. Una forma más rápida y segura de matarlos es tumbándolos boca arriba con el lanzador de minas en cadena.
Hay casos en los cuales, tras quitarse de encima un inostrancevia, éste cae a la lava y se quema. Dylan se enfrenta a ellos al adentrarse en cuevas volcánicas rumbo a Edward City. Luego es Regina quien les encara, tras emerger del subsuelo al amparo del calor provocado por la explosión del misil teledirigido que hace caer el giganotosaurio.

## Armas
Dylan:
Las armas de dylan son de fuego lento o de un disparo a la vez
Escopeta: Con esta arma se comienza el juego y es la que más se usa en todo el juego ya que unos cuantos disparos son suficientes para acabar con casi cualquier enemigo. Sus disparos son de uno a la vez, pero es el arma de Dylan con menos retroceso y la que tiene menos intervalo entre sus disparos.
Cañón sólido o electrochoque: Esta es un arma muy poderosa y de corto alcance, crea una esfera de electricidad que permanece de 2 a 3 segundos. Tarda unos cuantos segundos recargar sus tiros y tiene mucho retroceso como para hacer un arma cómodo con la que alguien quiera desarrollar todo el juego
Esta arma la puedes comprar desde la primera pc que encuentras.
Rifle antitanque: Esta arma es muy poderosa y es la única capaz de atravesar la piel del inostracevia, pero tiene mucho retroceso. La puedes comprar en la pc del área de los jardines.
Lanzacohetes:Es un arma muy poderosa capaz de acabar con casi cualquier enemigo de un solo disparo. Al igual que el rifle antitanque se compra en el área de los jardines.
Machete: Es un arma secundaria que lleva Dylan desde el principio. posteriormente, luego de ser rescatado en el edificio militar puede mejorarlo a la Espada Pesada, por lo cual es sustituido por esta.Uno de sus usos más importantes es el de cortar la hiedra que bloquea las puertas y así permitirnos pasar a través de ellas.
Regina:
Las armas de Regina son de fuego rápido y múltiples disparos a la vez.
Pistola: Regina lleva esta arma desde el principio. Tiene una gran potencia de tiro y de unos cuantos disparos puedes acabar con casi cualquier enemigo.
Sub-Fusil: Al igual que la pistola se tiene desde el principio.Es muy útil contra grupos de velocirraptors y con los alosauros.
Ametralladora:Se puede comprar en la pc del barco al llegar al centro de 3° energía. Es un arma muy potente, cuyo uso es recomendable contra los pteranodones y los alosauros.
Lanzamisiles: Al igual que la Ametralladora se puede comprar en la pc del barco al llegar al centro de 3°energía. Es un arma muy efectiva contra enemigos grandes, como alosauros. Dispara 3 misiles, los cuales tienen la capacidad de perseguir a los enemigos.
Aturdidor eléctrico: Es un arma secundaria que lleva Regina desde el principio. Es capaz de dar descargas eléctricas a los enemigos. Al llegar al centro de 3° energía se puede comprar la Pila Eléctrica, que aumentara su poder de ataque. Uno de sus usos más importantes es el de desbloquear puertas cerradas electrónicamente. Durante la batalla de Regina contra el gigantosaurio se puede utilizar en los inyectores de gas para poder Incendiarlo y Derrotarlo.
Ambos:
Estas armas serán usadas por ambos jugadores sin importar cual de ellos lo haya comprado.
Lanzallamas: Debe ser comprado por Regina en la pc de la parte trasera del Laboratorio para incendiar las plantas venenosas de la zona venenosa de la selva. Tiene la capacidad la lanzar llamaradas que son muy útiles contra casi todos los enemigos.
Durante la batalla de Regina contra el gigantosaurio se puede utilizar en los inyectores de gas para poder Incendiarlo y Derrotarlo.
Muro de Llamas: Al igual que el lanzallamas se puede comprar en la pc del laboratorio. Es un arma secundaria que crea una pared de fuego que repele a los enemigos. Es recomendable utilizarlo con Dylan para capturar al pequeño dinosaurio que le robó la tarjeta.
Minas en serie: Se puede comprar en la pc del área de los jardines. Es un dispositivo que lanza una serie de 5 minas en una línea recta. Tiene gran poder destructivo, ya que puede destruir las rocas que ploquean las distintas partes de la caverna volcánica. Se recomienda usarlo en los Inostransevia, ya que tiene la capacidad de voltearlos y luego les puedes disparar en el abdomen, que es su único punto débil.
Bala señalizadora: Es un arma cuya única función es indicar donde debe disparar la torreta. Se obtienen al llegar al nido de los Alosauros. Luego de escapar de allí te desases de esta, ya que se torna inútil.

## Extra-Crisis
Al finalizar el modo historia, tenías la posibilidad de "comprar" a los personajes, dinosaurios, e incluso el tanque usado para salir del nido de T-REX en Edwards City. Estos desbloqueables se podían utilizar en el Extra-Crisis, una expansión que se activaba luego de terminar el modo historia. La sección traía 2 minijuegos, lo que convertía al juego en una plataforma de combate.
- Dino-Colosseum: Este modo de juego es un "survival mode" en el cual debes sobrevivir a hordas de Dinosaurios. Iniciando con Ovirraptors, Velocirraptors, Allosauros, Inostranscevias y finalizar con un T-REX.
- Dino-Duel: El modo de combate de 2 jugadores. Tienes la posibilidad de elegir entre los personajes del juego y Dinosaurios, y pelear utilizando los controles del mando para ganar el combate.

## Repercusión
Dino Crisis 2 recibió respuestas positivas por los críticos, con un regular puntaje de 81.5% en Game Rankings, basado en 24 votos.
En el sitio de internet sobre adelantos de juegos Gamespot tuvo un puntaje de 9.2 (de 10) diciendo que "esquiva los estereotipos del género"
IGN le dio un 9.3 diciendo que "el rápido movimiento de acción que se ha incorporado al Dino Crisis 2, casi sin errores, dirige del juego a un gran shooter de acción".
La Official Playstation Magazine le añadió 4.5 de 5.
Sin embargo, el juego fue criticado por su cámara fija, sin movimiento en el juego, excepto en las escenas CGI, haciendo frustrante que los dinosaurios no estén a la vista del jugador.

## Voces de personajes
| Actor/Actriz          | Rol                               |
| --------------------- | --------------------------------- |
| Gabriel Hogan         | Dylan Morton / Viejo Dylan Morton |
| Stephanie Morgenstern | Regina                            |
| Eric Hempsall         | David Fork                        |
| Lisa Yamanaka         | Paula                             |
| Trevor Smith          | Soldado T.R.A.T. #1               |
| Peter Cugno           | Soldado T.R.A.T. #2               |
| Sally Willis          | Voz femenina de ordenador         |
| Christopher Britton   | Narrador masculino                |
| Richard Yearwood      | Gail                              |
| Alex Karzis           | Rick                              |
| Kett Turton           | Soldado T.R.A.T.                  |
| Robert Tinkler        | Soldado T.R.A.T.                  |